# Lorena Benites
Pour les articles homonymes, voir Benites.
Lorena Benites, née le 24 juillet 1982 à Esmeraldas, est une taekwondoïste équatorienne.

## Carrière
Elle remporte la médaille de bronze des Championnats panaméricains de taekwondo 2006 à Buenos Aires dans la catégorie des moins de 72 kg. Elle participe aux Jeux panaméricains de 2007 et aux Jeux olympiques d'été de 2008 sans obtenir de médaille.